# Maybe I’m Dreaming
Maybe I'm Dreaming – album Owl City, amerykańskiego projektu muzycznego Adama Younga.
Album uplasował się na 16. pozycji Billboard Electronic Music Album Chart.

## Lista utworów
1. "On the Wing" – 5:05
2. "Rainbow Veins" – 4:41
3. "Super Honeymoon" – 3:22
4. "The Saltwater Room" – 4:56
5. "Early Birdie" – 4:16
6. "Air Traffic" – 3:02
7. "The Technicolor Phase" – 4:27
8. "Sky Diver" – 2:45
9. "Dear Vienna" – 3:58
10. "I'll Meet You There" – 4:17
11. "This Is the Future" – 2:53
12. "West Coast Friendship" – 4:06